# Serie 300 de ADIF

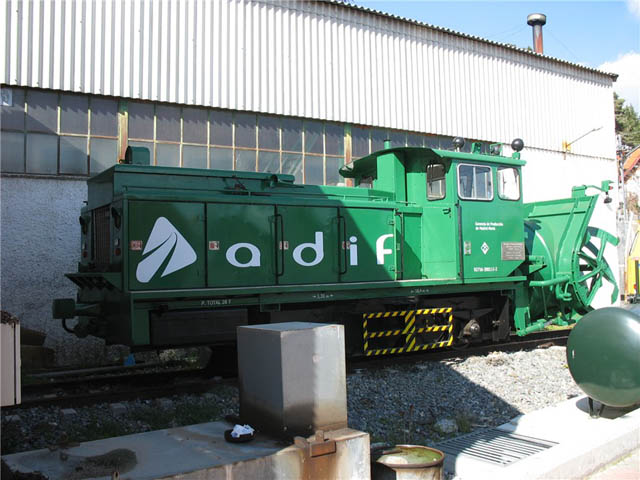
Quitanieves 300-111-2 en Cercedilla.

La serie 300 de Adif (antes perteneciente a RENFE) es un conjunto de locomotoras quitanieves de tracción diésel, compuesta por 7 unidades. Se basan en un mecanismo de expulsión de la nieve del trazado ferroviario movido por un motor, además de poseer otro para la propia tracción del vehículo.

## Características
Son locomotoras autopropulsadas y autogirables, que cuentan con un sistema de cuchillas cortadoras y con engranajes expulsadores. Todo este mecanismo se acciona con un motor diésel de 12 cilindros y 275 caballos. 
Pueden alcanzar 3,3 km/h desplazando bancos de nieve de 1,5 m de altura y 500 kg de peso por metro cúbico a distancias de 10 o 12 metros, a 1,8 km/h a 20 o 30 m, y a 0,9 km/h consigue desplazarla 40 o 50 m.
Las dos locomotoras de la serie 110-111 (UIC 300-110 y 300-111), idénticas entre sí a excepción del ancho de vía, tenían en origen un motor diesel General Motors de 500 CV de potencia. Actualmente la 110 se encuentra desguazada, y la 111 ha sido reformada a nivel de caja y dotada de un nuevo motor diesel Volvo Penta.
Originalmente (a finales de los años 1980) a estas quitanieves las acompañaban tres locomotoras de la serie 318, pero realmente sólo funcionaba la 318-005-6, provista con palas.

## Depósitos y estado
| Número    | Depósito   | Color           | Estado      |
| --------- | ---------- | --------------- | ----------- |
| 300-100-5 | Ripoll     | Rojo            | destrozada  |
| 300-101-3 | Zaragoza   | Rojo            | En servicio |
| 300-102-1 | Ripoll     | Azul/blanco MIN | En servicio |
| 300-103-9 | León       | Rojo            | Sin uso     |
| 300-110-4 | Fuencarral | Rojo            | Desguazada  |
| 300-111-2 | Cercedilla | Verde ADIF      | En servicio |
| 300-120-3 | Santander  | Rojo            | Preservada  |